# Stadsburgerweyden
De Stadsburgerweyden grenst aan het noordelijk deel van het Kamper stadspark, even buiten de voormalige stadsgrens van de Nederlandse voormalige Hanzestad Kampen. De naam is ontleend aan de vroegere functie van het gebied, even buiten de stadsmuren van Kampen. Het gebied was voornamelijk in gebruik als gemeenschappelijke weidegrond voor de Kamper stadsboeren.

## Geschiedenis
In 1415 had iedere burger van Kampen het recht tegen een geringe vergoeding, om een aantal stuks vee op de burgerweyden te laten grazen. De enige voorwaarde die werd gesteld was dat burgers minimaal vier jaar binnen de stadsmuren moeten hebben gewoond.
Het recht dat men aldus verkreeg werd het "burgerschapsrecht" genoemd. Dit recht had een aanzuigende werking op het aantal mensen dat zich in Kampen vestigde.

### Groot-, Klein- en Buitenburgerschap
Om de toeloop te beperken werd het Grootburgerschap ingevoerd, dit was een recht voor het gebruik van de stadsweidegronden voor inwoners van Kampen binnen de stadsmuren en waarvoor een vergoeding moest worden betaald.
Het Kleinburgerschap was een recht zonder het gebruik van de stadsweiden en gold voor inwoners van buiten de stadsmuren. Voor het verkrijgen van het Kleinburgerschap werd geen vergoeding gevraagd.
Rond 1690 werd een hybride recht ingevoerd, het Buitenburgerschap. Hiermee verkreeg men een beperkt gebruiksrecht van de stadsweiden tegen een gereduceerde vergoeding. Het Buitenburgerschap werd ingevoerd voor inwoners van Brunnepe en De Haagen, woongebieden die buiten de stadsmuren waren ontstaan.

### Heden
Tegenwoordig is kinderboerderij Cantecleer in het gebied gevestigd.